# 蘆雪庵

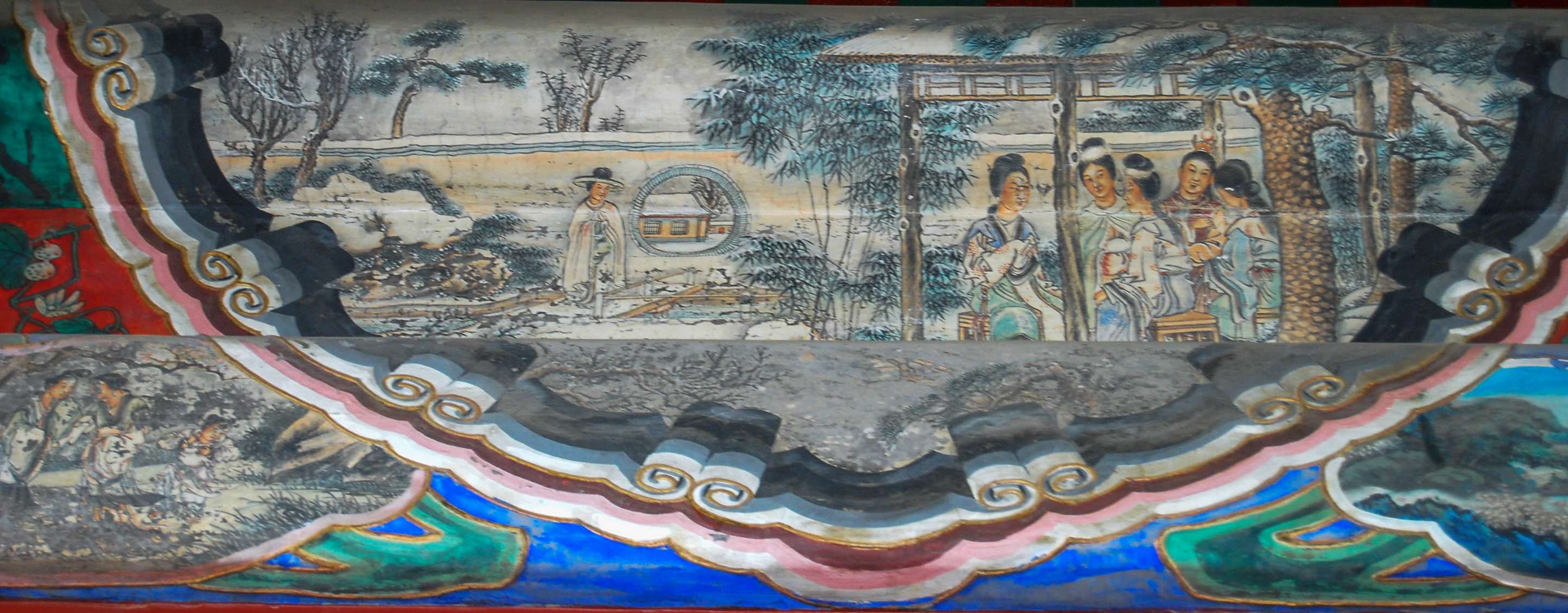
颐和园长廊彩绘：芦雪庵联句

芦雪庵，小说《红楼梦》大观园中一处景观，位于大观园东路，陇翠庵以北，临水，在藕香榭附近。第四十九回写道“宝玉来至芦雪庵，只见丫鬟婆子正在那里扫雪开径。原来这芦雪庵盖在傍山临水河滩之上，一带几间，茅檐土壁，槿篱竹牖，推窗便可垂钓，四面都是芦苇掩覆，一条去径逶迤穿芦度苇过去，便是藕香榭的竹桥了。”第四十九回脂粉香娃割腥啖膻（史湘云烤鹿肉）和第五十回芦雪庵争联即景诗即发生在这里。